# 三浦勇一
三浦 勇一（みうら ゆういち、1937年11月23日- 2015年1月5日 ）は、日本の経営者。トクヤマ社長、会長を務めた。

## 来歴・人物
東京都出身。1962年に東京大学工学部を経て、1964年に東京大学大学院化学研究科を修了し、同年に徳山曹達(のちのトクヤマ)に入社した。1988年6月に取締役に就任し、1993年6月に常務を経て、1997年6月には社長に就任。2002年4月に会長に就任。
2015年1月5日、食道癌のために死去。77歳没。